# 马克·吐温微风号列车
马克·吐温微风号列车（英語：Mark Twain Zephyr）是一列由芝加哥、伯靈頓和昆西鐵路（CB&Q）营运、运行于密苏里州圣路易斯和艾奥瓦州伯灵顿之间的流线型旅客列车，也是继先锋者微风号列车和双子城微风号列车之后伯灵顿铁路推出的第三列微风号系列列车。由于运行路线途径马克·吐温的童年家乡密苏里州汉尼拔，因此该列车以这位美国文豪的名字命名。马克·吐温微风号列车于1935年10月28日投入运营，使用一列巴德公司制造的四节编组柴油动车组，每天往返圣路易斯和伯灵顿之间一次。1936年，伯灵顿铁路为了宣传即将推出的丹佛微风号列车（Denver Zephyrs），利用先锋者微风号和马克·吐温微风号这两组列车，开行往返芝加哥和丹佛之间的临时列车——丹佛微风先行号列车（Advanced Denver Zephyrs）。1960年3月，马克·吐温微风号列车在投入服务将近二十五年后正式停运；同年6月，马克·吐温微风号列车连同一辆于1938年为先锋者微风号增购的40座餐车座席合造车，被售予一名位于艾奥瓦州格伦伍德的私人收藏者；该列车数十年以来在不同的私人机构之间几经易手，至2008年被伊利诺伊州麦迪逊的盖威铁路服务公司（Gateway Rail Services）购入。截至2018年，整列马克·吐温微风号列车（包含先锋者微风号的500号餐车座席合造车）仍然被放置于盖威铁路服务公司厂房区域内。